# Somatina probleptica
Somatina probleptica là một loài bướm đêm trong họ Geometridae.